# Aeroporto Internacional Viru Viru
O moderno Aeroporto Internacional Viru Viru (IATA: VVI, ICAO: SLVR) é o principal aeroporto de Santa Cruz de la Sierra, na Bolívia. Fica a 17 km a norte do centro da cidade.
A ideia de construir um aeroporto em Santa Cruz de la Sierra foi concebida em 1976. Pouco depois a construção do aeroporto teve início. Como Santa Cruz de la Sierra que era a segunda maior cidade boliviana, Viru Viru se converteu em uma importante ligação entre La Paz e o resto do país. Devido a La Paz estar a grande altitude, pode ser difícil chegar por vias rodoviárias de outras cidades do país. Assim, muitos viajantes escolhem voar utilizando o aeroporto de Viru Viru como ponto de partida ou chegada. O aeroporto pode controlar as operações dos aviões comerciais maiores. A maioria dos voos que chegam são nacionais ou de países vizinhos.

## Companhias aéreas e destinos

### Nacionais
| Cias Aéreas           | Destinos                                     |
| --------------------- | -------------------------------------------- |
| Amaszonas Línea Aérea | Cochabamba, La Paz, Sucre                    |
| Boliviana de Aviación | Cobija, Cochabamba, La Paz, Tarija, Trinidad |
| EcoJet                | Sucre, Tarija, Trinidad                      |
| LAN Airlines          | La Paz                                       |

### Internacionais
| Cias Aéreas                    | Destinos                                                                                   |
| ------------------------------ | ------------------------------------------------------------------------------------------ |
| Aerolíneas Argentinas          | Buenos Aires-Aeroparque, Buenos Aires-Ezeiza                                               |
| Air Europa                     | Madrid                                                                                     |
| American Airlines              | Miami                                                                                      |
| Avianca                        | Lima                                                                                       |
| Boliviana de Aviación          | Buenos Aires-Ezeiza, Cidade do Panamá, Miami, Madrid, Salta, São Paulo-Guarulhos, Trinidad |
| EcoJet                         | Trinidad                                                                                   |
| Copa Airlines                  | Cidade do Panamá                                                                           |
| Gol Linhas Aéreas Inteligentes | São Paulo-Guarulhos                                                                        |
| Latam Airlines                 | Iquique, Lima, Santiago                                                                    |
| Peruvian Airlines              | Lima                                                                                       |